# Nelson Liriano
Nelson Arturo Liriano Bonilla (nacido el 3 de junio de 1964 en Puerto Plata) es un ex infielder dominicano que jugó en las Grandes Ligas de Béisbol. Jugó en varios equipos desde 1987 hasta 1998 con un promedio de bateo de por vida de .260 durante sus 11 temporadas. En 1999, jugó en un partido con los Chunichi Dragons de la Liga Japonesa.
Antes de hacerse profesional, Liriano jugó béisbol amateur en Villa Montellano. En 2007 y 2008, Liriano fue el técnico de bateo de los Wilmington Blue Rocks y es el mánager del equipo desde 2009.
En la Liga Dominicana, Liriano jugó para los Leones del Escogido. Además ha sido técnico de banca, técnico de primera base y asistente de mánager del equipo.